# Upper West Side

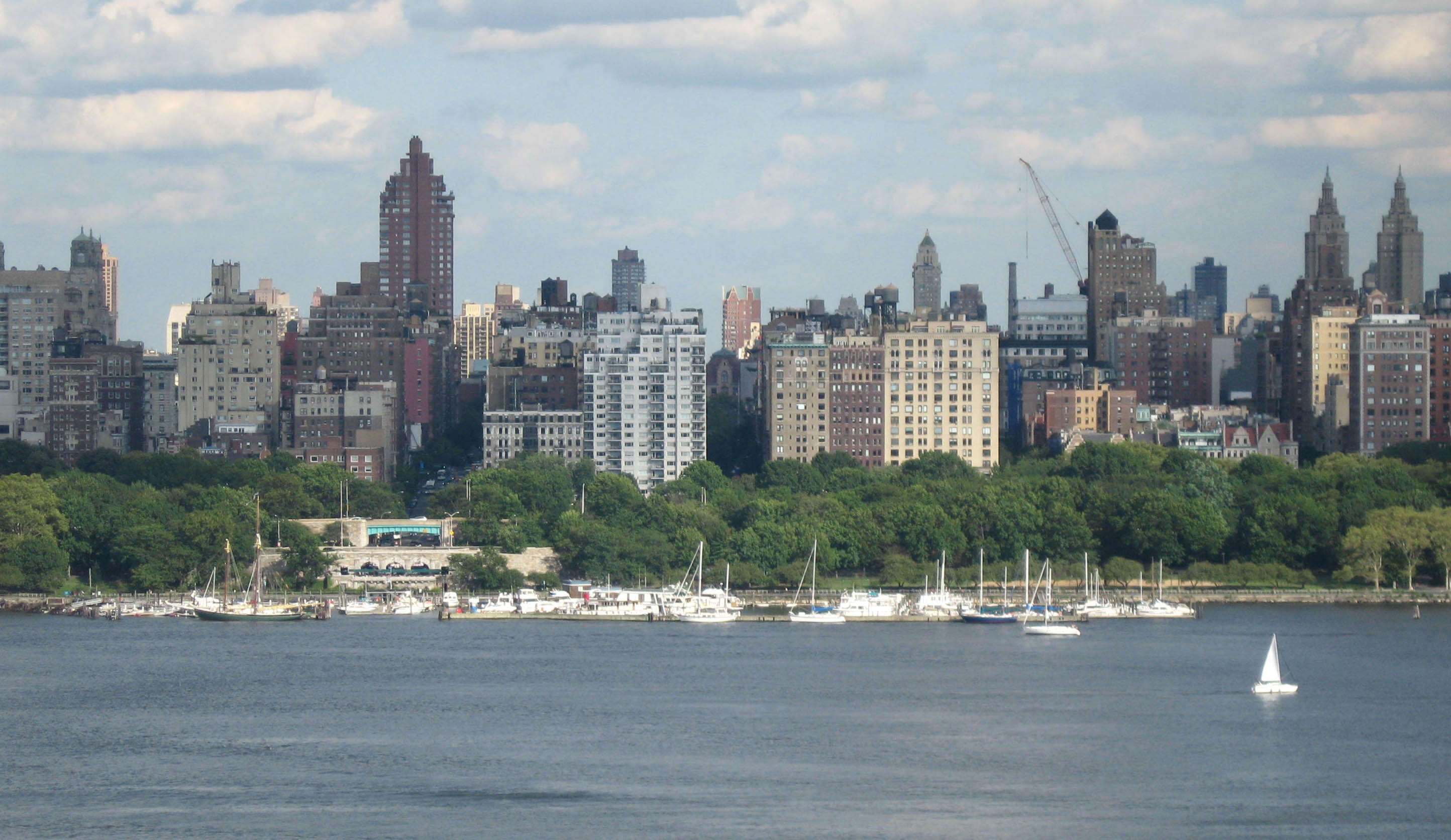
Upper West Side

Upper West Side je část New Yorku, jež leží na Manhattanu mezi řekou Hudson a Central Parkem, nad západní 59. ulicí. Stejně jako Upper East Side. Upper West Side je v první řadě rezidenční a komerční oblastí, s mnoha obyvateli, kteří pracují v Midtownu a Dolním Manhattanu. Upper West Side je také domovem mnoha umělců, na rozdíl od Upper East Side, která je vnímána jako domov bohatých a obchodních podnikatelských typů.

## Geografie
Upper West Side je na jihu ohraničena 59. ulicí, na východě Central Parkem, a na západě řekou Hudson. Severní hranice je poněkud méně zřejmá. Ačkoli v historii byla jako hranice uváděna 110. ulice, dnes za ni bývá občas považována až 125. ulice.
Na Upper West Side se nacházejí například Lincolnovo centrum, Columbijská univerzita a dům Dakota Apartments, kde žil a před jehož vchodem byl zastřelen zpěvák, skladatel a člen hudební skupiny The Beatles John Lennon.
Avenue neboli třídy, jež v severojižním směru procházejí Upper West Side, jsou směrem od západu, tedy od řeky Hudson: Riverside Drive neboli 12. Avenue, West End Avenue neboli 11. Avenue, Broadway, Amsterdam Avenue neboli 10. Avenue, Columbus Avenue neboli 9. Avenue a Central Park West neboli 8. Avenue. Broadway protíná Upper West Side v délce 66 bloků zprvu diagonálně a od 72. ulice souběžně s avenuemi.

## Památky a instituce

### Muzea
- Americké přírodovědné muzeum